# Scarus ovifrons
Scarus ovifrons es una especie de peces de la familia Scaridae en el orden de los Perciformes.

## Morfología
Los machos pueden llegar alcanzar los 78 cm de longitud total.

## Distribución geográfica
Se encuentra en Japón y Taiwán.